# Rellotge de pastor

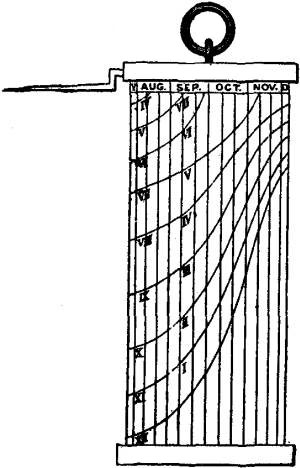
La disposició típica d'aquest tipus de rellotges és tal que sobre una superfície cilíndrica sobresurt un gnòmon que produeix la seva ombra sobre una escala de mes s.

Un  rellotge de pastor  (denominat també com  rellotge pilar  o  cilíndric  per la seva forma cararcterística) és un tipus de rellotge solar que mesura l'hora mitjançant la alçada del sol, és a dir, amb l'anomenada « umbra versa ». La mida d'aquest tipus de rellotges sol ser de reduïdes dimensions, és per aquesta raó per la qual se sol considerar com un rellotge solar portàtil tot i necessitar una latitud fixa per traçar. La denominació  pastor  es deu a l'ús de bastons amb traces d'aquests rellotges que feien els pastors del Pirineu. Aquest tipus de rellotges es va posar molt de moda en el període que va des dels segles XVII i XVIII.

## Història
Des de l'època dels romans s'han conegut rellotges solars que mesuren el temps mitjançant la diferencte altura del sol sobre l'horitzó al llarg del dia:  viatoria pensilia  que descriu Vitruvi en el seu llibre. Aquests rellotges es van fer populars pel fet que no requereixen per al seu funcionament de l'alineació nord-sud. Aquest tipus de rellotges és molt popular, apareixent quadres com el realitzat pel pintor renaixentista alemany Hans Holbein "el Jove" titulat: Dobre retrat de Jean de Dinteville i Georges de Selve ("Els ambaixadors"), 1533. Es posen molt de moda en el període que va des dels segles XVII i XVIII. Però la seva descripció més antiga es remunta al segle xi, atribuïda al monjo benedictí de Reichenau anomenat  Hermann der Lahme  (Hermannus contractus) que l'anomena « cylindrus horarius ». Aquest tipus de rellotges en èpoques medievals arriba a altres denominacions com « chilinder oxoniensis ». La denominació «pastor» prové de l'ús que feien d'aquest rellotge dels pastors dels Pirineus s, que traçaven les marques horàries a bastons que portaven. Aquest rellotge es fonamenta en el concepte de « umbra versa », sent portàtils per la seva reduïda grandària. El seu ús està lligat a una latitud donada.

## Concepte
El moviment diürn del sol en una localització donada, és tal que apareix pel horitzó a l'alba, i va augmentant la seva altura durant el transcurs del dia fins que arriba al seu valor més alt en el migdia. Després d'aquest instant de temps el sol va descenciendo, disminuint l'alçada respecte de l'horitzó fins que es produeix el ocàs. És per això que el sol va tenint, per un dia de l'any diverses alçades corresponents a cada hora. I una alçada solar donada correspon a dues hores diferents, una matutina i una altra vespertina.
L'ombra d'un gnòmon paral·lel a l'horitzó i perpendicular a un mur proporcionarà una umbra versa que a l'alba serà de longitud nul·la. A mesura que avança el dia, i el sol va guanyant alçada, l'ombra recta va augmentant de longitud fins a arribar a la seva màxima longitud al migdia. Just quan comença la zona vespertina del dia, el sol disminueix la seva alçada, disminuint la longitud de l'ombra. Una disposició trigonomètrica bàsica mostra que la  umbra recta  és directament proporcional a la tangent de l'altura del sol sobre l'horitzó.
De la mateixa manera a una mateixa hora de cada dia de l'any, el sol va canviant d'alçada formant una corba tancada anomenada analema. És per aquesta raó per la qual el sol va canviant d'alçada cada dia. Aquest fenomen es fa sentir en la diferent altura que té el sol al migdia al llarg dels diferents dies de l'any. D'aquesta manera l'altura del sol a coordenades horitzontals s'expressa mitjançant la fórmula:
{\displaystyle \operatorname {sen} h=\cos \varphi \cos \delta \cos \phi +\operatorname {sen} \varphi \operatorname {sen} \delta }
On h és l'altura del sol en un horitzó de latitud {\displaystyle \varphi } (si s'expressa de 0 a 90 ª serà de latitud boreal, si des de 0 a -90 ª serà per una latitud austral). Aquesta fórmula mostra dues variables, d'una banda la declinació solar expressada com {\displaystyle \delta } que es pot obtenir en una taula astronòmica (existent en qualsevol almanac astronòmic), el valor de la declinació solar canvia cada dia estant entre el interval {\displaystyle -\epsilon \leq \delta \leq \epsilon } on {\displaystyle \epsilon } és la obliqüitat de l'eclíptica. El segon paràmetre d'aquesta equació és l'angle horari solar {\displaystyle \phi }. Aquest angle és igual a zero al migdia, val 15 ª a la primera hora vespertina, 30 ª a la segona hora vespertina i així successivament fins que a mitjanit val 180°.

## Característiques
Es tracta d'un rellotge que sol tenir les seves marques horàries a la superfície d'un cilindre que són similars als bastons. L'ombra es crea mitjançant un gnòmon sortint que s'ubica just en la seva superfície. Aquest rellotge té generalment dues escales superposades:
- Escala horària  Dissenyada de manera que per a cada instant de temps solar hi ha una altura. L'escala horària està continguda en la generatriu del cilindre del rellotge.
- Escala anual  És una escala rotatòria solidària amb l'eix del cilindre amb un valor per a cada declinació solar. En existir un valor de declinació solar per cada dia de l'any aquesta escala es representa per facilitat d'ús en dies de l'any, agrupats per mesos.

Les línies horàries apareixen desenvolupades en virtut d'aquestes dues escales com una xarxa al llarg de la superfície del cilindre que forma el rellotge. Per al funcionament es suspèn el rellotge per una anella i s'orienta directament al sol. Aquest procés d'orientació es realitza de manera que la punta del gnòmon "miri" directament al sol.
- Desenvolupament de l'escala horària per a cada mes de l'any.
- Cada hora mostra una umbra versa

Sent la longitud del gnòmon  d  s'ha de per a una altura  h  del sol la longitud de l'ombra sobre l'escala del rellotge és D, de manera que la seva relació és:
{\displaystyle D=d\tan h}
En molts d'aquests rellotges el gnòmon és abatible, de manera que en no emprar el rellotge es plega i no destorba. En els casos més primitius l'escala anual té uns forats en els que es pot inserir una estaca de longitud donada.

## Variants
Aquest tipus de rellotges pot ser dissenyat per mostrar diferents sistemes horaris com ara hores itàliques, hores babilòniques i hores temporàries. Per als casos en què s'empren les hores temporàries el arc diürn es divideix en diverses hores i es tracen en el rellotge amb els seus correspndientes altures.